# Sabine Weiss (Politikerin)

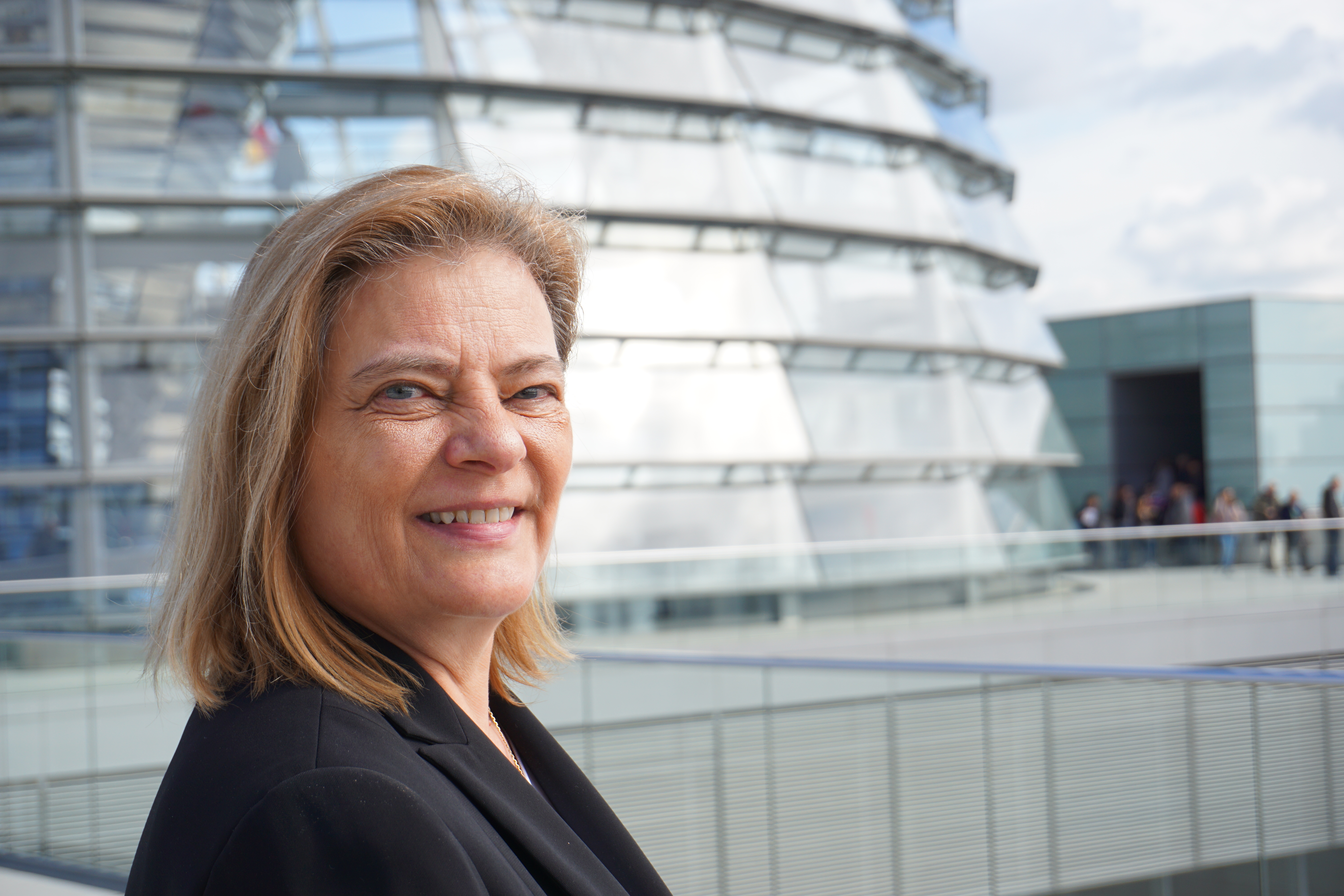
Sabine Weiss (2017)

Sabine Katharina Weiss (* 26. Mai 1958 in Duisburg-Hamborn) ist eine deutsche Politikerin (CDU) und Rechtsanwältin. Sie war von 2009 bis 2025 Mitglied des Deutschen Bundestags und von März 2018 bis Dezember 2021 Parlamentarische Staatssekretärin beim Bundesminister für Gesundheit. Zuvor war sie von 1999 bis 2009 Bürgermeisterin von Dinslaken.

## Ausbildung und Studium
Weiss besuchte das Bischöfliche Abtei-Gymnasium und das Leibniz-Gymnasium in Duisburg-Hamborn. Nach dem Abitur studierte sie Rechtswissenschaften an der Ruhr-Universität Bochum und schloss mit dem Staatsexamen ab. Anschließend war sie als Rechtsanwältin in Duisburg-Hamborn und später in Dinslaken tätig.

## Politische Laufbahn
Nach dem Eintritt in die CDU wurde sie Vorsitzende des Duisburger CDU-Ortsverbandes Obermarxloh und danach auch stellvertretende Vorsitzende des CDU-Kreisverbandes Duisburg. Von 1989 bis 1998 war sie Mitglied der Bezirksvertretung Hamborn und dort Vorsitzende der CDU-Fraktion.
1994 unterlag sie bei einer parteiinternen Kandidatennominierung zur Landtagswahl in Nordrhein-Westfalen 1995 um den Wahlkreis Duisburg-Hamborn/Walsum gegen Adolf Sauerland, den späteren Oberbürgermeister von Duisburg.
1996 wechselte Weiss zur CDU nach Dinslaken und wurde dort zur Kandidatin ihrer Partei für die Bürgermeisterwahl 1999 nominiert. Bei der Kommunalwahl im August 1999 erreichte Sabine Weiss die absolute Mehrheit gegen den bisherigen Amtsinhaber Wilfrid Fellmeth. Im September 2004 wurde sie ebenfalls im ersten Wahlgang mit deutlicher Mehrheit vor ihrem SPD-Herausforderer wiedergewählt. Seit dieser Kommunalwahl verfügt die CDU jedoch im Stadtrat nicht mehr über die Mehrheit.
Im Mai 2008 kündigte sie an, bei der Bundestagswahl 2009 als Nachfolgerin von Ilse Falk für den Deutschen Bundestag im Wahlkreis Wesel I zu kandidieren. An ihrer Stelle sollte der bisherige Vorsitzende der CDU-Fraktion im Rat der Stadt Dinslaken, Heinz Wansing, für das Amt des Bürgermeisters bei der Kommunalwahl 2009 kandidieren. Dieser unterlag allerdings dem SPD-Kandidaten Michael Heidinger. Im Bundestagswahlkreis Wesel I gewann Sabine Weiss bei der Wahl am 27. September 2009 das Direktmandat und zog daraufhin in den Bundestag ein.
Im 17. Deutschen Bundestag wurde sie stellvertretendes Mitglied in den Ausschüssen für Arbeit und Soziales sowie wirtschaftliche Zusammenarbeit und Entwicklung sowie ordentliches Mitglied des Petitionsausschusses.
Von 2012 bis 2018 war sie Mitglied des CDU-Bundesvorstands.
Im Sommer 2012 setzte sich Weiss zusammen mit zwölf weiteren Unions-Bundestagsabgeordneten öffentlich für die steuerliche Gleichstellung von Eingetragenen gleichgeschlechtlichen Partnerschaften mit der Ehe ein.
Bei der Bundestagswahl 2013 konnte sie ihr Direktmandat im Wahlkreis Wesel I verteidigen, ebenso bei der Bundestagswahl 2017.
Am 13. Januar 2014 wurde Weiss stellvertretende Vorsitzende der CDU/CSU-Bundestagsfraktion, dort war sie zuständig für die Themen Arbeit und Soziales sowie wirtschaftliche Zusammenarbeit und Entwicklung. Nach der Bundestagswahl 2017 wurde sie im Amt bestätigt.
Vom 15. März 2018 bis zum 8. Dezember 2021 war Weiss Parlamentarische Staatssekretärin im Bundesministerium für Gesundheit unter Minister Jens Spahn.
Bei der Bundestagswahl 2021 verlor sie in ihrem Wahlkreis das Direktmandat an den SPD-Herausforderer Rainer Keller, zog aber über die nordrhein-westfälische Landesliste der CDU wieder in den Bundestag ein. In der 20. Legislaturperiode gehörte sie dem Ausschuss für Menschenrechte und humanitäre Hilfe sowie dem Petitionsausschuss als ordentliches Mitglied an und war in ersterem Obfrau der CDU-Fraktion. Darüber hinaus gehörte sie der Parlamentarischen Versammlung des Europarates an.
Bei der Bundestagswahl 2025 kandidierte Weiss nicht erneut.

## Sonstiges Engagement
1992 gründete sie den Verein „Pangasinan e. V.“, mit dem sie dem Dorf Palapar Norte in der Stadt Malasiqui in der philippinischen Provinz Pangasinan hilft. So wurden im Laufe der Jahre landwirtschaftliche Projekte und die Schul- und Berufsausbildung der armen Dorfbevölkerung unterstützt. In den Jahren 2000 und 2001 gelang es ihr, medizinische Gerätschaften, Einrichtungsgegenstände und Material für ein Krankenhaus nach Malasiqui zu senden, so dass dort das erste Krankenhaus der 113.000 Einwohnerstadt eröffnet werden konnte.
Sie ist römisch-katholischer Konfession.